# Ecce Homo (Караваджо)
Ecce Homo — картина Караваджо, датована 1604 роком; входить до групи картин, які художник присвятив Страстям Христовим. Твір став переможцем конкурсу, організованого архієпископом Флоренції, що виконаний у стилі бароко. І знову в очах Христа, що стоїть в оточенні стражників та Понтія Пілата, відбивається грубість. Пілат дивиться на спраглих крові людей, благаючи їх дозволити йому помилувати в'язня. Наразі картина знаходиться в галереї Палаццо Бьянко у Генуї (Італія).